# Przystań miejska nad Jeziorem Włocławskim

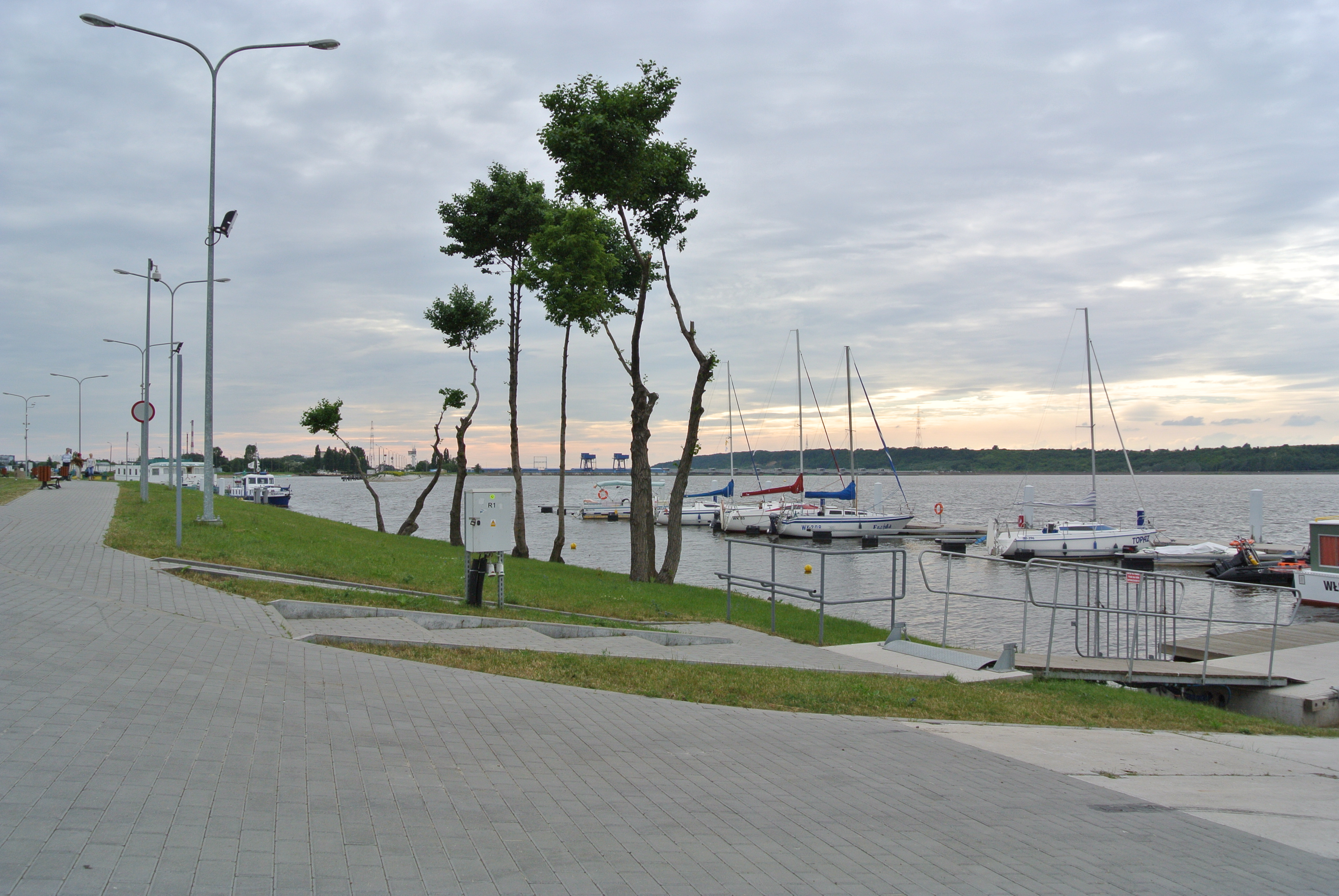
przystań w trakcie sezonu

Przystań miejska nad Jeziorem Włocławskim – nowa przystań na terenie Włocławka, położona na osiedlu Łęg, w dzielnicy Rybnica, na lewym brzegu Wisły (Jeziora Włocławskiego, tzw. Zalewu Włocławskiego; km 673,9). Przy przystani mogą cumować zarówno duże, jak i małe jednostki pływające, m.in. statki spacerowe, jachty, łódki, motorówki. Skonstruowano slip, teren uzbrojono we wszystkie dostępne w mieście media, oświetlono, wybudowano drogę dojazdową i parking, pomieszczenia biurowe, posterunek WOPR, zaplecze sanitarne, przygotowano miejsce pod kemping.

## Historia
Obiekt miał zostać oddany do użytku 30 czerwca 2011 r., jednak po upływie tego terminu ustalono nowy, wrześniowy (latem nie dokończono jeszcze budowy slipu). Ostatecznie otwarcia dokonano już po sezonie żeglarskim, 26 października 2011 r. Jeszcze przed decyzją o budowie, wybór lokalizacji dla przystani spotkał się z krytyką niektórych włocławskich żeglarzy.